# 乌兰达坝苏木
乌兰达坝苏木是中华人民共和国内蒙古自治区赤峰市巴林左旗下辖的一个乡镇级行政单位。

## 行政区划
乌兰达坝苏木下辖以下地区：
乌珠花嘎查、哈布其拉嘎查、上井嘎查、浩尔吐嘎查、新浩特嘎查和浩布高嘎查。